# Георги Рафаилович
Георги Рафаилович е далматински протойерей, проповедник, образователен деец и издател.

## Биография
Роден е в Будва, Далмация, където завършва гимназия. Завършва „Богословие“ в град Зара.
През 1882 година постъпва в духовно служение в Будва. След като участва в Кривошиянското въстание против австрийското правителство, е принуден да напусне Далмация.
С препоръка от Екзарх Йосиф заминава за България през 1884 г. Преподава в Петропавловската духовна семинария в Лясковец, семинарията в Самоков, в Лом, Силистра, София, Сливен. Издава в Самоков религиозно-поучителното списание „Добър пастир“. Става редактор на сп. „Пастирски глас“ през 1903 г. Издава поредица брошури с поучително съдържание. По същото време е назначен и за военен свещеник на Единадесети пехотен сливенски полк. Умира през Първата световна война на 8 май 1918 година.
Негови правнуци са дипломатът Стефан Тафров и писателят Юлиан Попов.